# 烏樹林駅
烏樹林駅（うじゅりんえき）は、台湾台南市後壁区にある、台湾糖業鉄道の駅である。

## 概要
現在は、旧新港東線新頂埤駅まで行って折り返す観光トロッコ列車のみが新港東線として運転されている。2010年現在、平日は10:00と14:30の2便が、土日は09:30から16:30まで1時間毎に計8便が運行されており、内、土日の10:30便のみ蒸気機関車が牽引する。
また隣接する蘭花生物科学技術園区で2008年より毎年春に開催される台湾国際蘭展へのアクセスとして旧後壁線の軌道を一部復活させ、会場に開設された臨時駅への列車が期間中に運行されている。
烏樹林線の烏樹林～東山を復旧して観光路線化する計画もある。

## 駅構造
- 木造駅
- 島式ホーム

## 駅周辺
- 烏樹林製糖工廠（廃止）
- 台糖烏樹林休閒園区
- 烏樹林精緻農業中心
- 台南市立樹人国民小学
- 新営客運バス烏樹林停留所 - 台鉄新営駅前のターミナルから大台南公車（中国語版）「黄幹線」バス（新営客運（中国語版）運行）が運行されている。

## 歴史
- 1944年6月16日 - 新営～烏樹林～番社（現・東山）開業。[2]
- 1946年12月 - 駅舎完成、烏樹林～白河開業。
- 1979年9月 - 旅客取扱廃止。
- 2001年12月29日 - 「烏樹林五分車懷舊之旅」を開催し、貨物線であった新港東線に烏樹林～新頂埤間が開業、トロッコ列車（五分車）を運行開始。
- 2008年3月8日 - 隣接する蘭花園区での国際蘭展会場の臨時駅への五分車運行開始[3]。以降毎年春の開催期間中に都度運行されている[4]。

## 隣の駅
台湾糖業鉄道
烏樹林線（廃線）
福安駅 - 烏樹林駅 - 下寮子駅
白河線（廃線）
烏樹林駅 - 東農駅
新港東線（廃止）
烏樹林駅 - （西濃操車場） - 新頂埤駅